# Амортизаційний фонд
Амортизаційний фонд (рос. амортизационный фонд; англ. sinking fund; нім. Amortisatiosfonds) — цільовий фонд накопичення фінансових коштів, який утворюється за рахунок амортизаційних відрахувань і призначається для відтворення основних фондів (устаткування, машин, будівель тощо), котрі в процесі виробництва піддаються фізичному та моральному зносу, через що втрачають частину споживної вартості.